# Pacient

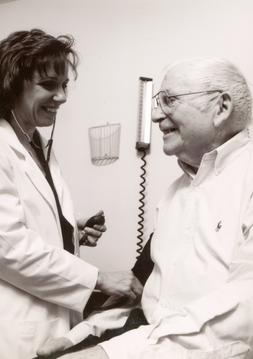
Un pacient căruia un medic îi măsoară tensiunea arterială.

Pacientul este o persoană care suferă de o afecțiune medicală și se află în tratamentul unui medic.

## Etimologie
Cuvântul pacient provine din substantivul latin patiens, participiul prezent al verbului patior, semnificând „cel care suferă”, și este asemănător cu verbul grecesc πάσχειν (= paschein, a suferi) ași cu substantivul înrudit πάθος (= pathos).

## Obligațiile pacientului
- Furnizarea către medicul curant a informațiilor necesare intervenției medicale privind starea sănătății lor și alte informații care pot afecta calitatea serviciilor medicale furnizate;
- Achitarea serviciilor medicale contra paltă, conform procedurii stabilite;
- Respectarea prescripțiilor și recomandărilor medicului curant.

## Responsabilitatea pacientului
Neîndeplinirea sau îndeplinirea necorespunzătoare a prescripției medicale de către pacient, care rezultă într-o deteriorare a calității serviciului medical furnizat, în consecință elimină responsabilitatea medicului curant pentru calitatea asistenței medicale.

## Legături externe
- Jadad AR, Rizo CA, Enkin MW (iunie 2003). „I am a good patient, believe it or not”. BMJ. 326 (7402): 1293–5. doi:10.1136/bmj.326.7402.1293. PMC 1126181 . PMID 12805157.
a peer-reviewed article published in the British Medical Journal's (BMJ) first issue dedicated to patients in its 160-year history
- Sokol DK (21 februarie 2004). „How (not) to be a good patient”. BMJ. 328 (7437): 471. doi:10.1136/bmj.328.7437.471.
review article with views on the meaning of the words "good doctor" vs. "good patient"
- "Time Magazine's Dr. Scott Haig Proves that Patients Need to Be Googlers!" – Mary Shomons response Arhivat în 26 aprilie 2015, la Wayback Machine. to the Time Magazine article "When the Patient is a Googler" Arhivat în 24 august 2013, la Wayback Machine.